# Telmatobius yuracare
La rana acuática Sehuencas (Telmatobius yuracare) es una especie de anfibio anuro de la familia Leptodactylidae.

## Descripción
Especie de tamaño grande llegando a medir hasta 57,6 milímetros en machos y 46 milímetros en hembras. Los iris del ojos tienen pequeños puntos amarillos sobre una coloración entre verde y café. La parte dorsal es de color café verdoso con manchas irregulares oscura, mientras que la parte ventral son anaranjadas o amarillentas.

## Distribución geográfica
Es una especie endémica de Bolivia, en ecorregión de las yungas de Cochabamba y en Santa Cruz.

## Estado de conservación
Se encuentra amenazada de extinción por la pérdida de su hábitat natural.